# فيفا 16

شاشة اللعبة التجريبية للعبة فيفا 16 باللغة العربية الأول من نوعه.

فيفا 16 (بالإنجليزية: FIFA 16)‏ هي لعبة فيديو محاكاة لكرة القدم تم إصدار اللعبة للشرق الأوسط وأوروبا بتاريخ 24 سبتمبر 2015، متوفرة على أجهزة ويندوز وبلاي ستيشن 3 وبلاي ستيشن 4 وإكس بوكس 360 وإكس بوكس ون. اللعبة من تطوير إي أيه كندا ومن نشر إي أيه سبورتس. تتوفر بعدة لغات منها العربية.

## اللعب
لأول مرة في سلسلة فيفا, فيفا 16 ستشمل 12 منتخب للسيدات: أستراليا، البرازيل، كندا، الصين، إنجلترا، فرنسا، ألمانيا، إيطاليا، المكسيك، إسبانيا، السويد وأمريكا.

## منشأت رياضية

ملعب الجوهرة في جدة ضمن الملاعب الجاهزة للعبة فيفا 16

وفرت اللعبة عدداً من منشأت الرياضية حول العالم التي من بينها ملعب يوفينتوس في إيطاليا وملعب الاتحاد وملعب الإمارات في لندن ومدينة الملك عبد الله الرياضية واستاد الملك فهد الدولي في السعودية.

## الواقعية و استنساخ وجوه اللاعبيين
لعبة فيفا مجتهدة في هذا المجال فهي دائما تحاول ان تكون واقعية ة شبه حقيقة بل وانها اهتمت حتى بوشم اللاعبيين.

## غلاف اللعبة
| منطقة                           | لاعب            |
| ------------------------------- | --------------- |
| العالم                          | ليونيل ميسي     |
| اليابان                         | شينجي كاغاوا    |
| فرنسا                           | أنطوان غريزمان  |
| أستراليا                        | تيم كيهيل       |
| المكسيك                         | ماركو فابيان    |
| المملكة المتحدة جمهورية أيرلندا | جوردان هيندرسون |
| البرازيل                        | أوسكار          |
| أمريكا اللاتينية                | خوان كوادرادو   |
| بولندا                          | أركاديوش ميليك  |
| الولايات المتحدة                | أليكس مورغان    |
| النمسا                          | دافيد ألابا     |
| إيطاليا                         | ماورو إيكاردي   |
| تركيا                           | أردا توران      |
| السعودية                        | ياسر الشهراني   |

## وصلات خارجية
- فيفا 16 على موقع IMDb (الإنجليزية)
- الموقع الرسمي